# Michael Jeremy Todd
Michael Jeremy Todd (Chelmsford, 14 de agosto de 1947 (77 anos)) é um matemático britânico, que trabalha com otimização e pesquisa operacional.
Todd obteve o bacharelado em 1968 na Universidade de Cambridge e obteve um doutorado em 1972 na Universidade Yale em ciência administrativa (Abstract complementary pivot theory). Em 1971 foi lecturer e depois professor assistente na Universidade de Ottawa e em 1973 professor assistente e depois professor de pesquisa operacional e Industrial Engineering na Universidade Cornell. É desde 1988 Leon C. Welch Professor.
Recebeu em 1988 o Prêmio George B. Dantzig e em 2003 o Prêmio Teoria John von Neumann. Em 1980/1981 foi Guggenheim Fellow.

## Obras
- The computation of fixed points and applications, Lecture Notes in Economics and Mathematical Systems, Springer Verlag 1976
- com K. C. Toh, R. H. Tütüncü: SDPT3—a MATLAB software package for semidefinite programming, version 1.3, Optimization Methods and Software, Volume 11, 1999, 545–581
- com K. C. Toh, R. H. Tütüncü: Solving semidefinite-quadratic-linear programs using SDPT3, Mathematical Programming, Volume 95, 2003, 189–217
- com Yurii Nesterov: Self-scaled barriers and interior-point methods for convex programming, Mathematics and Operations Research, Volume 22, 1997, 1–42
- com Y. Nesterov: Primal-dual interior-point methods for self-scaled cones, SIAM J. Optimization, Volume 8, 1998, 324–364
- Semidefinite Optimization, Acta Numerica, Volume 10, 2001, 515–560
- com R. G. Bland, D. Goldfarb: The ellipsoid method: a survey, Operations Research, Volume 29, 1981, p. 1039–1091
- com Shinji Mizuni, Yinyu Ye: On adaptive-step primal-dual interior-point algorithms for linear programming, Mathematics of Operations Research, Volume 18, 1993, p. 964–981
- com D. Goldfarb: Linear Programming, in Handbooks in Operations Research and Management Science, Volume 1, 1989, p. 73–170
- The many facets of linear programming, Mathematical Programming, Volume 91, 2002, 417–436
- com J. E. Mitchell: Solving combinatorial optimization problems using Karmarkar's algorithm, Mathematical Programming, Volume 56, 1992, p. 245–284
- Editor com George Nemhauser, Alexander Rinnooy Kan: Optimization, North Holland 1989
- Editor com Jeffrey Lagarias: Mathematical developments arising from linear programming: proceedings of a joint summer research conference held at Bowdoin College, Junnho 25 - Julho 1, 1988, American Mathematical Society 1990